# Мовсумов, Шахмар Ариф оглы
Шахмар Ариф оглу Мовсумов (азерб. Şahmar Arif oğlu Mövsümov; род. 31 января 1972, Нахичевань) — азербайджанский государственный деятель. Исполнительный директор Государственного нефтяного фонда Азербайджана (2006). Помощник Президента Азербайджана, начальник отдела по экономическим вопросам и политике инновационного развития Администрации Президента Азербайджана.

## Биография
Родился 31 января 1972 года в городе Нахичевань Азербайджанской ССР. Окончил среднюю школу № 134 г. Баку в 1989 году. В 1995 году окончил факультет международных экономических отношений Московского Государственного Института Международных отношений. В 2004 году получил степень магистра государственного управления в Школе управления имени Кеннеди Гарвардского университета. В 1995—2004 годах прошел различные курсы повышения квалификации в США, Англии, Франции, Швеции и других странах.

### Карьера
C 1995 по 2005 год — главный экономист, руководитель группы, начальник отдела, заместитель директора департамента, директор департамента, главный советник председателя правления Национального банка Азербайджанской Республики.
С 2005 года — генеральный директор Национального Банка Азербайджана.
15 мая 2006 года назначен исполнительным директором Государственного нефтяного фонда Азербайджана.
В 2006 — 2016 годах был членом международного правления Инициативы прозрачности в добывающей промышленности (EITI). Также с 2006 года по 2017 год являлся председателем Правительственной комиссии EITI.
В 2014 году избран членом Наблюдательного совета ЗАО "Южный газовый коридор".
14 марта 2018 года избран председателем Наблюдательного совета Международного банка Азербайджана.
29 ноября 2019 года Президент Азербайджана Ильхам Алиев подписал распоряжение о назначении Мовсумова Шахмара Ариф оглу своим помощником, а также начальником отдела по экономическим вопросам и политике инновационного развития Администрации Президента Азербайджана.
Владеет английским, французским, турецким и русским языками.